# Formigueiro-cinza
Formigueiro-do-alto-amazonas ou formigueiro-cinza (nome científico: Myrmelastes schistaceus) é uma espécie de ave pertencente à família dos tamnofilídeos. Ocorre no Brasil, Colômbia, Equador e Peru.
Seu nome popular em língua inglesa é "Slate-colored antbird".